# Anif
Anif ist eine österreichische Gemeinde im Bundesland Salzburg mit 4425 Einwohnern (Stand 1. Jänner 2025).

## Geografie

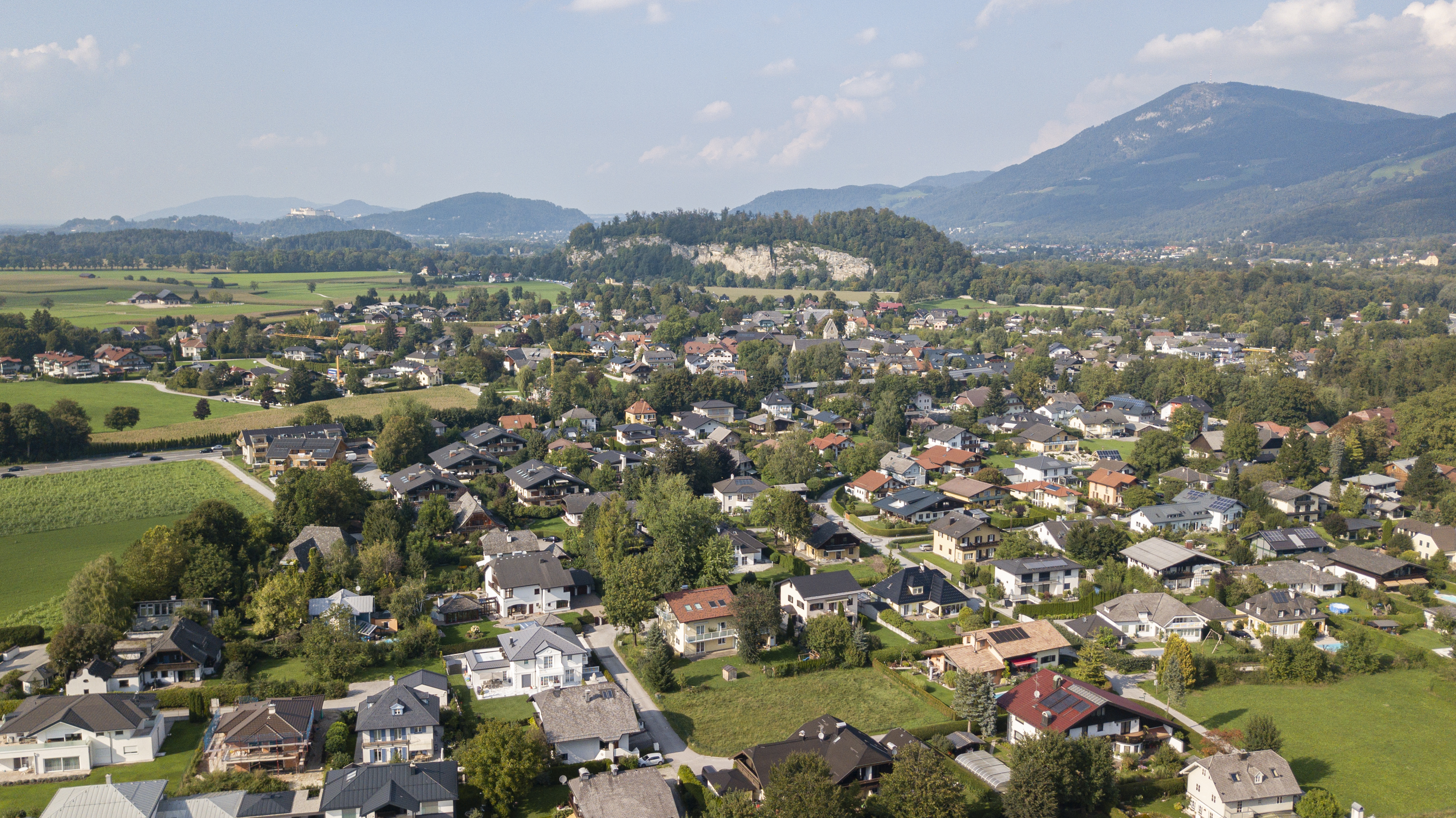
Blick auf Anif

Anif liegt im Bezirk Salzburg-Umgebung südlich der Stadt Salzburg an der Salzach. Diese bildet die Grenze im Osten, im Süden wird die Gemeinde von der Berchtesgadener Ache begrenzt. Der Großteil des Gebietes ist flach in einer Höhe von rund 440 Meter über dem Meer, nur im Südwesten steigt das Land zum bewaldeten Goisberg auf 541 Meter an.
Die Fläche beträgt 7,61 Quadratkilometer. Davon sind 49 Prozent landwirtschaftliche Nutzfläche, 16 Prozent Wald und 12 Prozent sind Gärten.

### Gemeindegliederung
Das Gemeindegebiet umfasst folgende drei, jeweils als Dorf qualifizierte Ortschaften (in Klammern Einwohnerzahl Stand 1. Jänner 2025):
- Anif (2002)
- Neu-Anif (790)
- Niederalm (1633)

Die Gemeinde besteht aus der einzigen Katastralgemeinde Anif.

### Nachbargemeinden
|        | Salzburg (Statutarstadt)                    | Elsbethen                       |
| Grödig | Kompassrose, die auf Nachbargemeinden zeigt |                                 |
|        | Hallein (Bez. Hallein)                      | Puch bei Hallein (Bez. Hallein) |

## Geschichte

### Etymologie der Ortsnamen
- Anif entwickelte sich von *An-apa über *Anava zu ersturkundlich Anua. Die Bedeutung ist keltisch ‚Sumpfwasser‘.
- Niederalm ist ein ursprünglicher Gewässername und entwickelte sich von *Albhanta über *Albina zu ersturkundlich Alba, dann Alm (siehe auch niedere Albe für die Königsseeache).[4] Es liegt das keltische Wort für ‚Gebirge‘ zugrunde, urverwandt mit den Alpen.

### Ortsgeschichte
Schon in der Notitia Arnonis von 788 wurde eine ecclesiam ad Anua (Kirche in Anua, gesprochen Anva) schriftlich genannt.
Durch (Salzburger Landes-)Gesetz vom 17. Juli 1894, LGBl 25/1894 wurde Anif samt Niederalm von Grödig getrennt:

„Graf Arco-Stepperg besprach sich mit den Anifer Bauern und sagte ihnen, für Grödig mit seinen verschiedenen Fabriken und Eisenhämmern und mit den im Steinbruch Fürstenbrunn beschäftigten mehreren hundert Arbeitern wird es erhaltungsmäßig eine große Plage, wenn diese Unternehmen einmal zum Stillstand kämen. Grödig hätte den Nutzen und Anif werde die Zahlungen haben. Wir wollen uns auch mit der Gemeinde davonmachen, und so geschah es auch …“

Der erste Bürgermeister von Anif hieß Matthias Schnöll, Holznerbauer, der diese Funktion von 1895 bis 1898 innehatte, er wurde von Rupert Mayr, Kaiserbauer, abgelöst.
Seitdem hat sich Anif zu einer wohlhabenden Gemeinde entwickelt. Der Ort gilt als eine der besten Lagen im Nahbereich der Stadt Salzburg.

## Kultur und Sehenswürdigkeiten
Anif

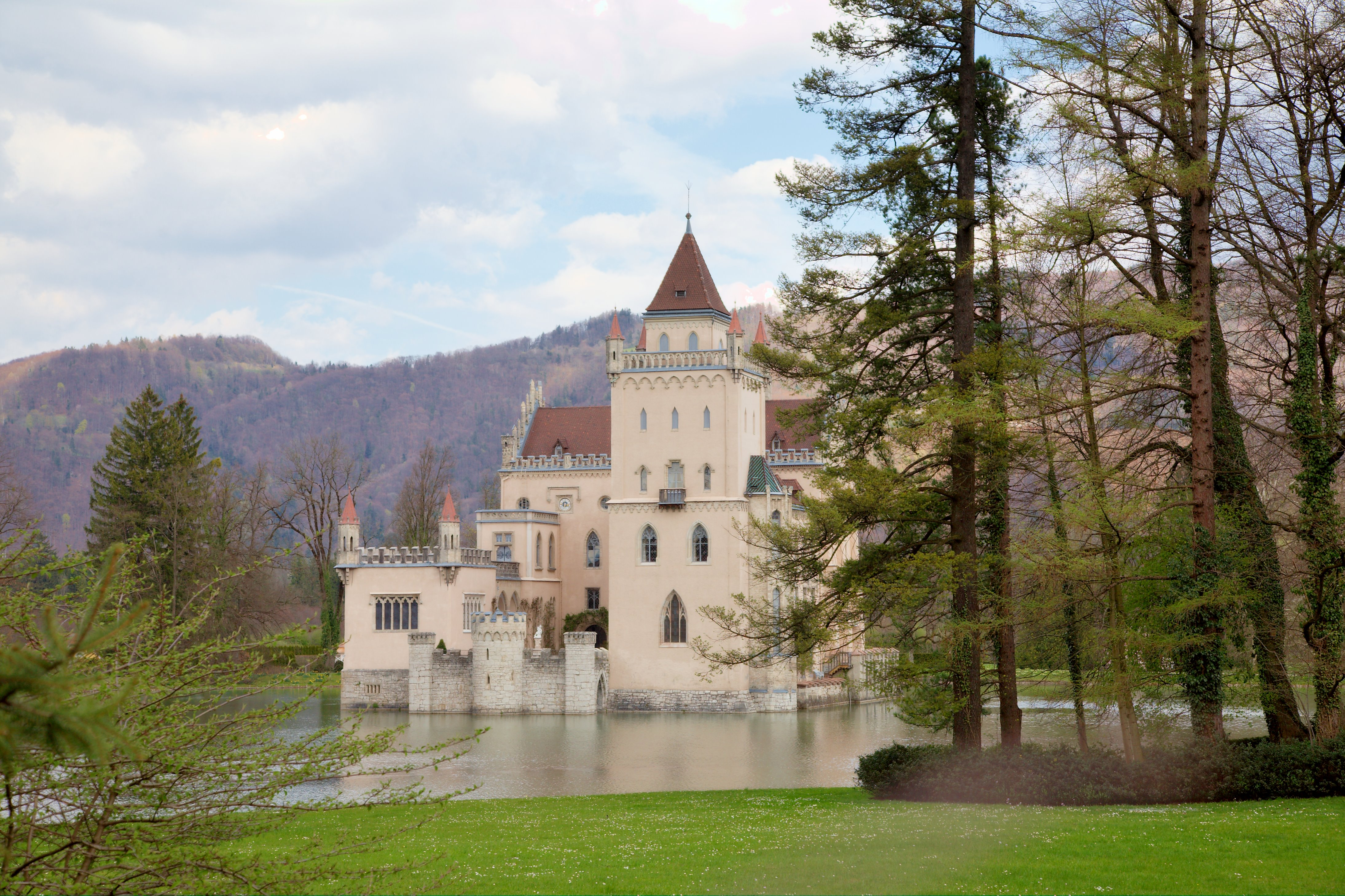
Schloss Anif

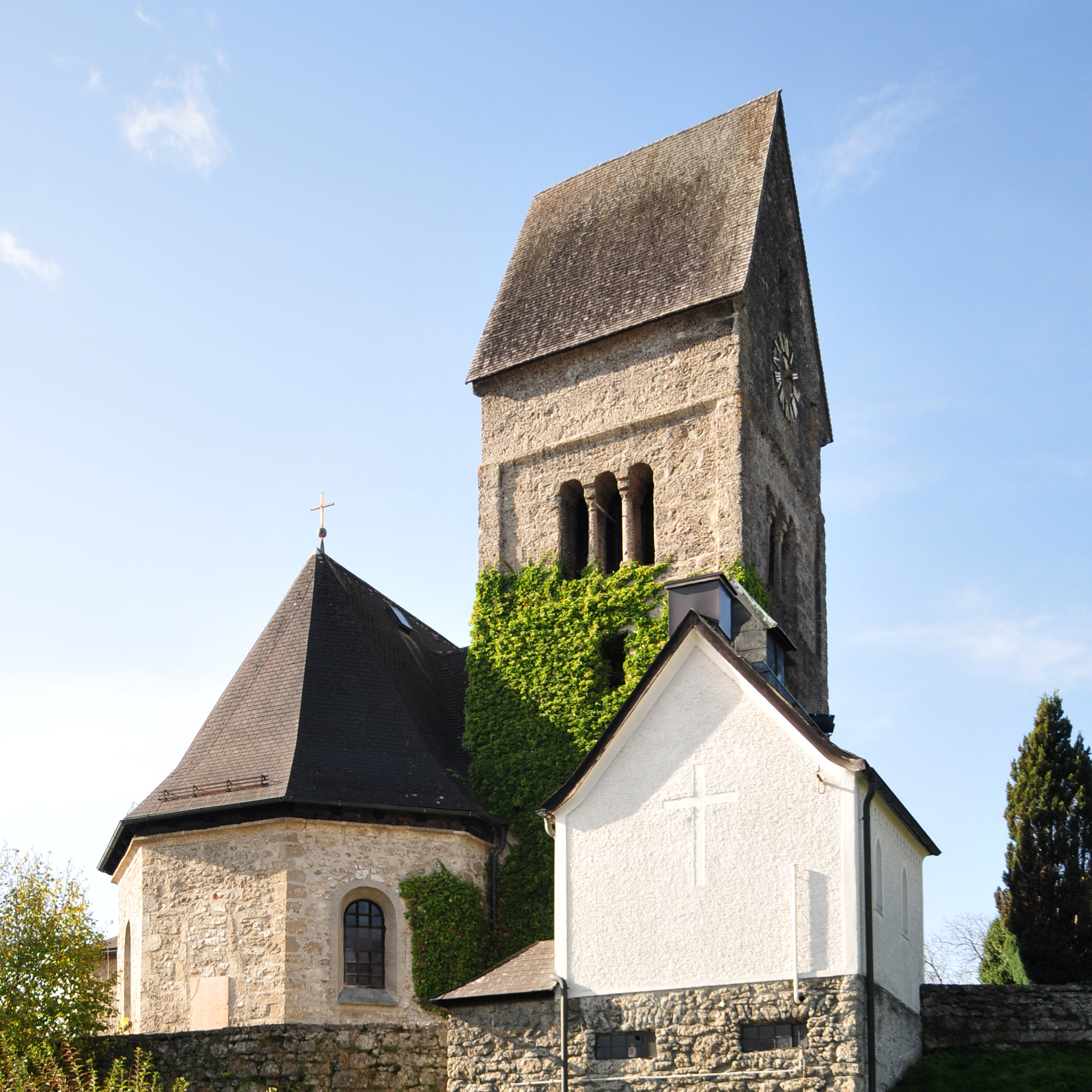
Pfarrkirche Anif

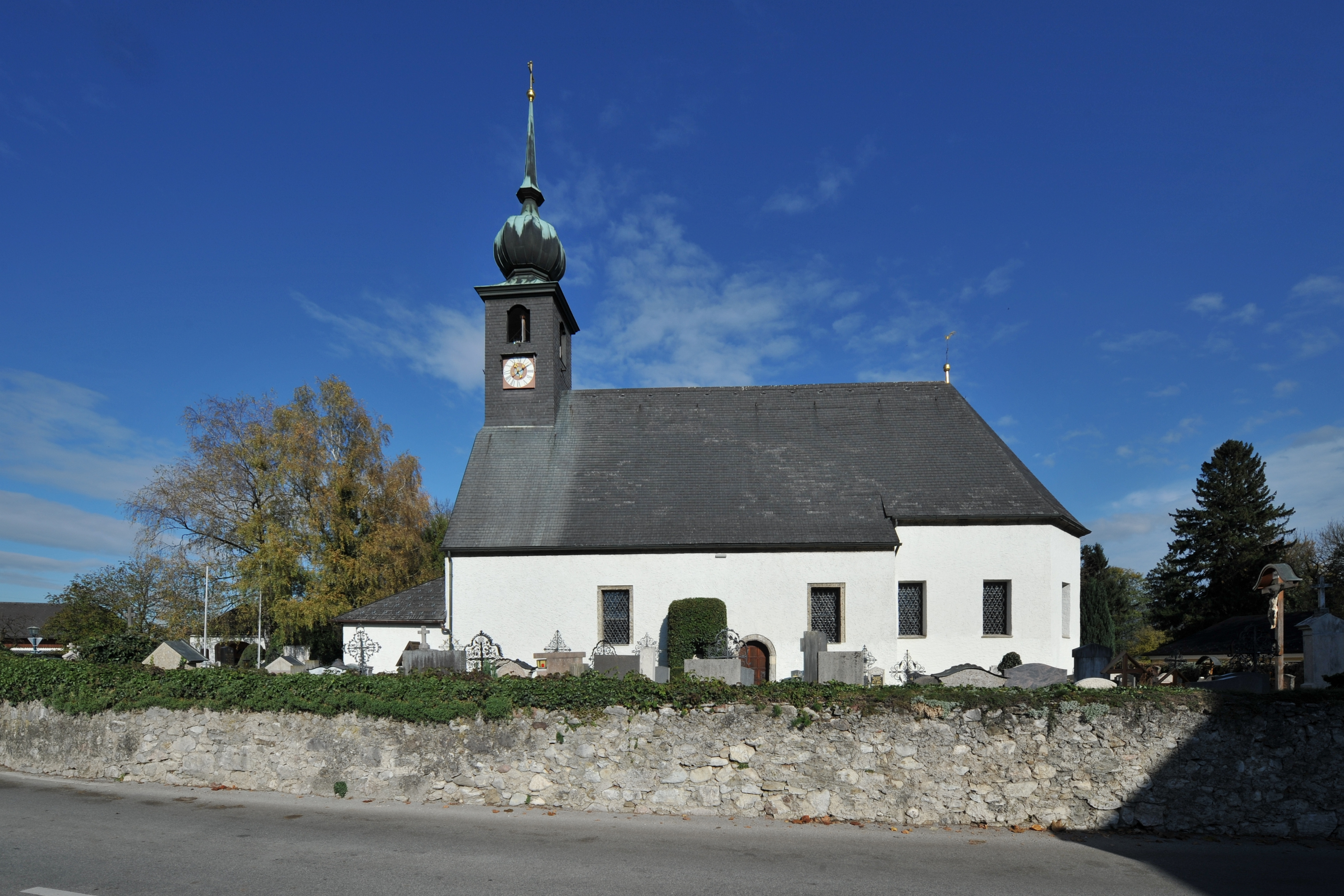
Pfarrkirche Niederalm

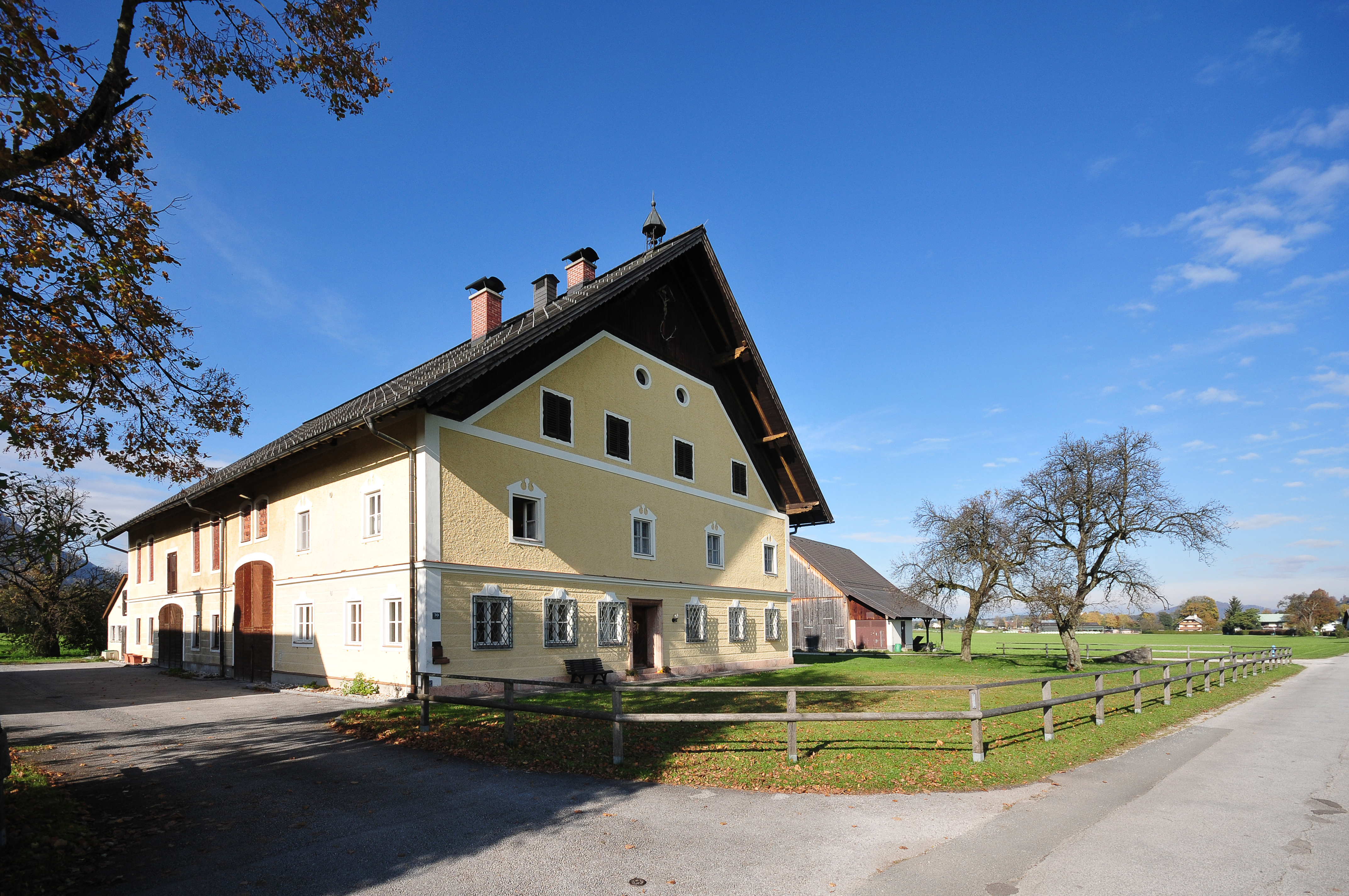
Bauernhof Fürstenweg 70

- Katholische Pfarrkirche Anif hl. Oswald
- Friedhof Anif: hier befindet sich das Grab von Herbert von Karajan
- Schloss Anif, von einem Teich umgeben, der frühere Sommersitz der Bischöfe von Chiemsee
- Villa Swoboda in einer Parkanlage in der Hellbrunner Straße, 1869 nach Plänen des Architekten Karl Stattler errichtet
- Haus Helene von Taussig am Fürstenweg, 1933 nach den Plänen des Architekten Otto Prossinger errichtet
- Bildstock zu Uiberackerhof

Niederalm
- Katholische Pfarrkirche Niederalm hl. Johannes der Täufer
- Schloss Lasseregg

## Wirtschaft und Infrastruktur
Mit einer Fläche von lediglich 7,6 km² zählt Anif zu den kleinsten Gemeinden des Salzburger Landes. Der hohe Anteil an Grünland wurde 1998 noch wesentlich vergrößert; durch mehrheitlichen Beschluss ist im Dezember 1998 der neue Flächenwidmungsplan in Kraft getreten, wodurch 500.000 m² von Bauland bzw. Gewerbegebiet in Grünland gewidmet worden sind, was vorwiegend den Bauern zu verdanken ist, die „Bauern bleiben wollen“ und deshalb mit beträchtlichen Umwidmungen einverstanden waren. Außerdem kommt es auch dem Grüngürtel der Stadt Salzburg zugute, der jüngst ebenfalls explizit unter Bauschutz gestellt wurde.
Mit PGV Austria Trunk GmbH und Sony DADC sind in Anif (eigentlich in Niederalm) zwei große Betriebe angesiedelt. Weitere Betriebe befinden sich im 1998 errichteten Gewerbepark.

### Bildung
In der Gemeinde Anif gibt es eine Volksschule, einen Kindergarten und einen Hort.

### Sport
Die Gemeinde verfügt über eine Sportanlage, mit folgenden Anlagen:
- Vier Tennisplätze
- Vier Fußballfelder (eines davon mit Tribüne, Kapazität: ca. 300 Zuschauer; eines davon mit Kunstrasen)
- Ein Basketballplatz
- Drei Beachvolleyballplätze
- Eine Eisstockhalle

Der Fußballverein USK Leube Anif, einst ein österreichischer Zweitligaverein, spielte in der Saison 2013/14 als „FC Anif“ in einer Spielgemeinschaft mit den Red Bull Amateuren in der drittklassigen Regionalliga West.
Seit Mai 2020 hat die Internationale Biathlon-Union ihren Hauptsitz in der Ortschaft Niederalm.

## Politik

### Gemeinderat
| Gemeinderatswahl 2024Wahlbeteiligung: 71,7 % 50403020100 42,9 % (+1,7 %p)41,4 % (+4,2 %p)5,5 % (−5,5 %p)5,4 % (+1,2 %p)4,8 % (−1,6 %p) KRÜÖVPSPÖFPÖGRÜNE20192024 |

Die Gemeindevertretung hat insgesamt 21 Mitglieder.
- Mit den Gemeindevertretungs- und Bürgermeisterwahlen in Salzburg 2004 hatte die Gemeindevertretung folgende Verteilung: 14 ÖVP, 4 SPÖ, 2 Grüne, und 1 Liste Grasmann.
- Mit den Gemeindevertretungs- und Bürgermeisterwahlen in Salzburg 2009 hatte die Gemeindevertretung folgende Verteilung: 12 Liste Krüger, 5 ÖVP, 2 SPÖ, und 2 Grüne.[5]
- Mit den Gemeindevertretungs- und Bürgermeisterwahlen in Salzburg 2014 hatte die Gemeindevertretung folgende Verteilung: 10 Liste Krüger, 5 ÖVP, 3 SPÖ, 2 Grüne, und 1 FPÖ.[6]
- Mit den Gemeindevertretungs- und Bürgermeisterwahlen in Salzburg 2019 hatte die Gemeindevertretung folgende Verteilung: 9 Liste Krüger, 8 ÖVP, 2 SPÖ, 1 Grüne und 1 FPÖ.[7]
- Mit den Gemeindevertretungs- und Bürgermeisterwahlen in Salzburg 2024 hat die Gemeindevertretung folgende Verteilung: 9 Liste Krüger, 9 ÖVP, 1 SPÖ, 1 FPÖ und 1 Grüne.[8]

### Bürgermeister
- bis 1984 Anton Stumper (SPÖ)[9]
- 1984–2015 Hans Krüger († 27. Januar 2015) (ÖVP, Liste Krüger)[10]
- seit 2015 Gabriella Gehmacher-Leitner (Liste KRÜ)[11]

### Wappen
Das Wappen der Gemeinde ist: „Gespalten; vorne in Silber ein schwarzer Adler; hinten in Blau pfahlweise mit der Sehne einwärts gekehrt ein goldener Bogen.“

### Gemeindepartnerschaften
- Eppan an der Südtiroler Weinstraße (Appiano sulla Strada del Vino), Italien[12]

## Persönlichkeiten

### Söhne und Töchter der Gemeinde
- Josef Wimmer (1882–1957), Politiker (SPÖ)

### Mit der Gemeinde verbundene Persönlichkeiten
- Herbert Andorfer (1911–2003), Obersturmführer der Waffen-SS, Lagerkommandant in Sajmište, Belgrad
- Eliette von Karajan (* 1939), Kunstmäzenin
- Herbert von Karajan (1908–1989), Dirigent, lebte in Anif
- Hans Katschthaler (1933–2012), Landeshauptmann (1989–1996), lebte in Anif
- Joseph August Lux (1871–1947), Schriftsteller
- Louise Martini (1931–2013), Schauspielerin, lebte in Anif
- Markus Maurer (* 1970), Politiker (SPÖ)
- Riccardo Muti (* 1941), Dirigent, wohnt in Anif
- Susi Nicoletti (1918–2005), Schauspielerin, lebte in Niederalm
- Helene von Taussig (1879–1942), Malerin, lebte ab 1919 in Anif
- Tina Widmann (* 1960), Politikerin (ÖVP)